# Burquina Fasso nos Jogos Olímpicos de Verão de 2000
Burquina Fasso participou dos Jogos Olímpicos de Verão de 2000 em Sydney, Austrália.